# 원시 인도유럽인
원시 인도유럽인은 유라시아의 가상의 선사시대 민족언어 집단으로, 인도유럽어족의 재구성된 공통 조상인 인도유럽조어를 사용했다.
원시 인도유럽인에 대한 지식은 주로 언어 재구와 고고학 및 고고유전학의 물질적 증거에서 비롯한다. 원시 인도유럽인은 신석기 시대 말기 (기원전 6400년~3500년)에 살았던 것으로 추정된다. 주류 학자들은 이들이 유라시아를 가로지르는 폰토스-카스피 스텝에 살았다고 본다(이 스텝은 북동부 불가리아와 남동부 루마니아를 거쳐 몰도바, 남부와 동부 우크라이나, 남부 러시아의 북캅카스를 거쳐 서부 카자흐스탄의 볼가 하류 지역까지 뻗어 있으며, 동쪽으로는 카자흐 스텝과 인접하여 더 큰 유라시아 스텝의 일부를 이룬다). 일부 고고학자들은 인도유럽조어의 시간적 깊이를 중신석기 시대 (기원전 5500년~4500년) 또는 심지어 초기 신석기 시대 (기원전 7500년~5500년)까지 확장하고 대안적 기원 가설을 제시한다.
기원전 2천년기 초에 원시 인도유럽인의 후손들은 아나톨리아 (히타이트), 에게해 (미케네 문명의 언어적 조상), 유럽 북부 (매듭무늬토기 문화), 중앙아시아의 가장자리 (얌나야 문화), 남부 시베리아 (아파나시에보 문화) 등 유라시아 전역으로 퍼져나갔다.

## 정의
언어학자 마틴 L. 웨스트의 말에 따르면, "인도유럽어가 있었다면, 그 언어를 말했던 사람들이 있었음에 틀림없다. 그들은 결코 정치적 단위를 형성하지 못했을 수 있으므로 국가라는 의미의 '사람들'이 아니며, 언어로 정의되는 현대 인구만큼 유전적으로 혼합되었을 수 있으므로 인종적 의미의 '사람들'도 아니다. 우리의 언어가 그들의 후손이라고 해서 그들이 '우리 조상'이 되는 것은 아니다. 고대 로마인이 프랑스인, 루마니아인, 브라질인의 조상이 아닌 것과 마찬가지다. 인도유럽인은 언어 공동체라는 의미의 사람들이었다. 우리는 그들을 한정된 크기의 응집력 있는 영토에 살았던 느슨한 씨족과 부족들의 네트워크로 생각해야 할 것이다."
"원시 인도유럽인"은 학문적으로 재구성된 원시 언어 및 문화와 관련된 화자 집단을 지칭하는 데 사용되지만, "인도유럽인"이라는 용어는 인도유럽어를 사용하는 모든 역사적 민족을 지칭할 수 있다.

## 문화
라틴어와 산스크리트어 같은 고대 인도유럽어에서 언어 재구를 사용하여, 원시 인도유럽어의 가상적 특징이 추론된다. 이러한 언어적 특징이 원시 인도유럽인의 문화와 환경을 반영한다고 가정할 때, 다음과 같은 문화적 및 환경적 특성이 널리 제안된다.
- 목축, 여기에는 소, 말 (동물), 개 등의 가축이 포함된다.[5]
- 농업 및 곡류 재배, 예를 들어 쟁기와 같은 후기 신석기 농업 공동체에 일반적으로 귀속되는 기술[6]
- 수로나 물을 통한 운송[5]
- 단단한 바퀴,[7][5] 왜건에 사용되었지만 아직 바퀴살이 있는 전차에는 사용되지 않았다.[8]
- 천공신 숭배,[6] *Dyḗus Ph2tḗr (문자 그대로 "천부신"; > 베다 산스크리트어 Dyáuṣ Pitṛ́, 고대 그리스어 Ζεύς (πατήρ) / 제우스 (patēr)), 호격 *dyeu ph2ter (> 라틴어 Iūpiter, 일리리아어 Deipaturos)[note 1][9]
- 불멸의 명성(*ḱléwos ń̥dʰgʷʰitom)[10] 및 태양의 바퀴(*sh₂uens kʷekʷlos)와 같은 상투적인 문구를 사용한 영웅 서사시 또는 노래 가사[11]
- 남성 간의 관계를 기반으로 한 부계 혈통 제도[note 2]

2016년 인도유럽 설화에 대한 계통수 분석은 하나의 설화인 The Smith and the Devil이 원시 인도유럽 시대로 재구성될 수 있음을 제시한다. 이 이야기는 스칸디나비아에서 인도에 이르는 현대 인도유럽 설화에서 발견되며, 어떤 종류의 재료든 함께 용접할 수 있는 능력을 대가로 사악한 존재(현대 이야기에서는 흔히 악마)에게 영혼을 바치는 대장장이에 대해 설명한다. 대장장이는 그 후 자신의 새로운 능력을 사용하여 악마를 움직일 수 없는 물체(흔히 나무)에 붙여서 거래의 끝을 피한다. 저자들에 따르면, 이 설화의 인도유럽조어 재구는 원시 인도유럽인이 금속공학을 가지고 있었음을 의미하며, 이는 "자신의 기술에 대한 초인적인 수준의 숙달을 달성하는 교활한 대장장이에 대한 이야기의 문화적 진화에 대한 타당한 맥락을 제시한다."

## 연구 역사
연구자들은 특정 선사 시대 문화를 원시 인도유럽어 사용자들과 동일시하려는 많은 시도를 해왔지만, 그러한 모든 이론은 여전히 추측에 불과하다.
1800년대에 인도유럽인의 원래 고향(독일어 Urheimat에서 유래) 문제를 처음 다룬 학자들은 본질적으로 언어적 증거만 가지고 있었다. 그들은 식물과 동물(특히 너도밤나무속과 연어)의 이름뿐만 아니라 문화와 기술(동물 축산을 중심으로 하고 말을 가축화한 청동기 시대 문화)을 재구성하여 대략적인 위치화를 시도했다. 학자들의 의견은 기본적으로 유럽에서 아시아로의 이주를 가정한 유럽 가설과 반대 방향의 이주를 가정한 아시아 가설로 나뉘었다.
1900년대 초, 이 문제는 유럽 제국의 확장과 "과학적 인종주의"의 부상 동안 조장되었던, 현재는 불신받는 "아리아 인종"이라는 가상적 종족의 확산과 연관되었다. 이 문제는 일부 민족 민족주의 내에서 여전히 논쟁의 여지가 있다(참조: 토착 아리아인 가설).
1970년대에는 여러 요인이 융합되면서 일련의 중요한 발전이 있었다. 첫째, 1949년에 발명된 방사성 탄소 연대 측정법이 이제 대규모로 적용할 만큼 저렴해졌다. 연륜연대학 (나이테 연대 측정)을 통해 선사시대 학자들은 방사성 탄소 연대 측정을 훨씬 더 정확하게 교정할 수 있었다. 마지막으로, 1970년대 이전에는 동유럽과 중앙아시아의 일부 지역이 서구 학자들에게 출입 금지였고, 비서구 고고학자들은 서구의 동료 심사 저널에 출판할 기회가 없었다. 마리야 김부타스의 선구적인 연구는 콜린 렌프루의 도움을 받아 탐험을 조직하고 서구와 비서구 학자들 간의 학술 협력을 강화함으로써 이 문제를 부분적으로 해결했다.
2017년 현재 가장 널리 받아들여지는 이론인 쿠르간 가설은 언어적 및 고고학적 증거에 의존하지만, 보편적으로 받아들여지지는 않는다. 이 가설은 인도유럽조어가 동기 시대에 폰토스-카스피 스텝에서 기원했다고 가정한다. 소수 학자들은 신석기 시대에 아나톨리아에서 기원했다고 가정하는 아나톨리아 가설을 선호한다. 다른 이론들(아르메니아 가설, 인도 이주설, 구석기 시대 연속성 이론, 발칸 가설)은 학문적 지지가 미미하다.
용어와 관련하여 19세기와 20세기 초에는 아리아인이라는 용어가 원시 인도유럽인과 그 후손을 지칭하는 데 사용되었다. 그러나 아리아인은 인도이란인에게 더 적합하게 적용된다. 인도이란인은 중동과 남아시아 일부 지역에 정착한 인도유럽어파의 한 분파인데, 오직 인도어파와 이란어파만이 이 용어를 자신들의 민족 전체를 지칭하는 자칭으로 명시적으로 확인하기 때문이다. 반면에 동일한 원시 인도유럽어 뿌리(*aryo-)는 그리스어와 게르만어 형태의 기초가 되는데, 이는 원시 인도유럽 사회의 지배 엘리트만을 지칭하는 것으로 보인다. 사실, 가장 접근하기 쉬운 증거는 원시 인도유럽 사회와 관련된 공통적이지만 모호한 "귀족"의 사회문화적 명칭의 존재만을 확인하며, 그리스어 사회문화적 어휘와 이 뿌리에서 파생된 게르만어 고유명사는 그 개념이 배타적인 사회정치적 엘리트의 명칭으로 제한되었는지, 아니면 원시 인도유럽 사회의 모든 민족 구성원을 특징짓는다고 주장되는 타고난 "고귀한" 자질을 가장 포괄적인 의미로 적용할 수 있었는지를 결정하기에 불충분하다. 후자만이 원시 인도유럽 민족에 대한 진정한 보편적 자칭으로 사용될 수 있었을 것이다.
1900년대 초에는 "아리아인"이라는 용어가 백인, 금발, 푸른 눈의 우월한 인종을 지칭하는 인종적 의미로 널리 사용되게 되었다. 독재자 아돌프 히틀러는 이 인종을 "주인종"(Herrenrasse)이라고 불렀고, 그 이름으로 유럽에서 대규모 포그롬을 주도했다. 그 후, 인도유럽인에 대한 일반적인 용어로서 아리아인이라는 용어는 학자들에 의해 대체로 버려졌다(하지만 인도아리아인이라는 용어는 여전히 남아시아에 정착한 분파를 지칭하는 데 사용된다).

## 원향 가설

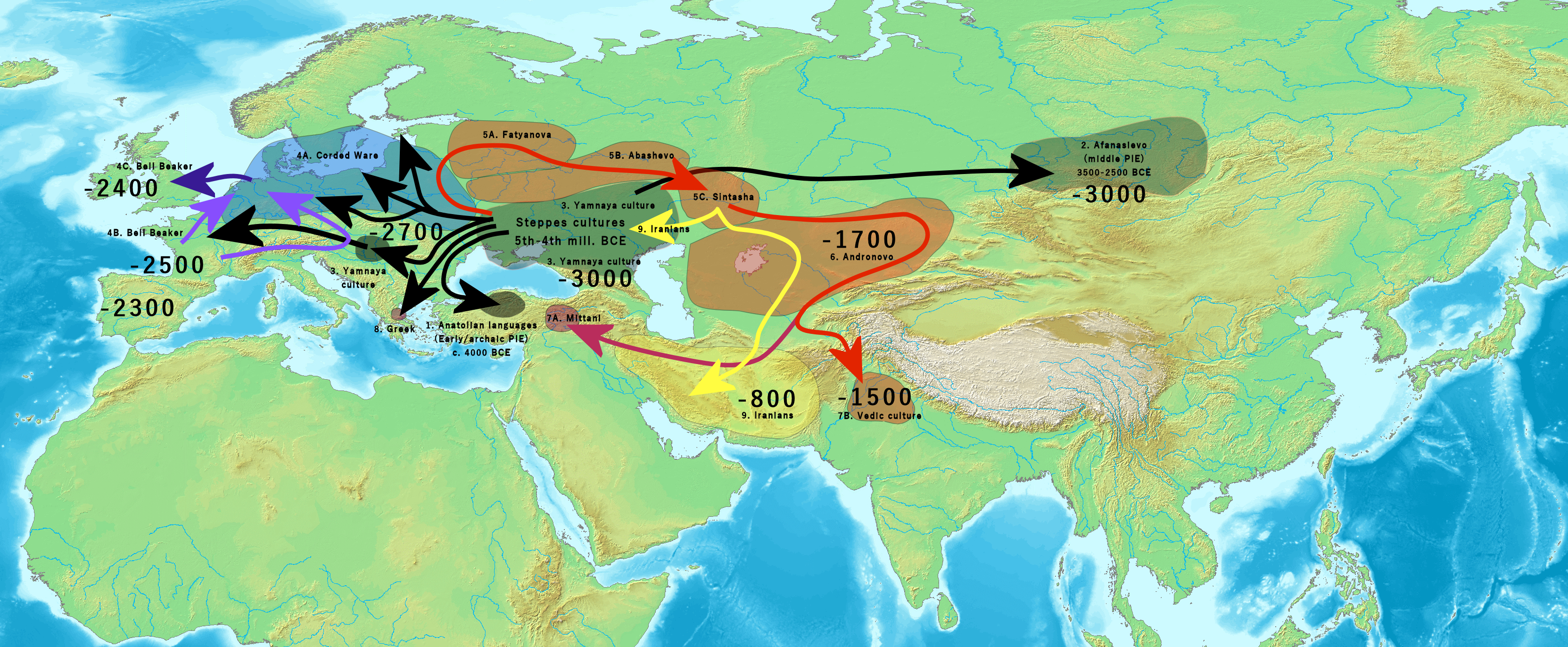
널리 받아들여지는 쿠르간 가설에 따른 기원전 4000년경부터 기원전 1000년까지의 인도유럽어 확산 경로.
– 중앙: 스텝 문화
1 (검정색): 아나톨리아어파 (고대 인도유럽조어)
2 (검정색): 아파나시에보 문화 (초기 인도유럽조어)
3 (검정색) 얌나야 문화 확장 (폰토스-카스피 스텝, 다뉴브 계곡) (후기 인도유럽조어)
4A (검정색): 서부 매듭무늬토기 문화
4B-C (파랑 및 진파랑): 종형 비커 문화; 인도유럽어 화자들에 의해 채택됨
5A-B (빨강): 동부 매듭무늬토기 문화
5C (빨강): 신타시타 문화 (원시 인도이란어)
6 (자홍색): 안드로노보 문화
7A (보라색): 인도아리아인 (미탄니)
7B (보라색): 인도아리아인 (인도)
[NN] (진한 노랑): 원시 발트슬라브어
8 (회색): 그리스어
9 (노랑): 이란족
– [그려지지 않음]: 아르메니아어, 서부 스텝에서 확장

일부 고고학자들에 따르면, 인도유럽조어 화자들은 단일하고 식별 가능한 민족이나 부족이 아니라, 나중에 부분적으로 선사 시대인 청동기 시대 인도유럽인의 조상이 된 느슨하게 관련된 여러 인구 집단이었다고 추정할 수 없다. 이는 특히 광대한 범위와 엄청난 시간적 깊이를 가진 원래 고향을 가정하는 고고학자들이 믿는 바이다. 그러나 이러한 믿음은 대부분의 언어학자들에게 공유되지 않는다. 왜냐하면 원시 언어는 현대의 운송 및 통신 이전의 모든 언어와 마찬가지로 제한된 기간 동안 작은 지리적 영역을 차지했으며, 긴밀한 공동체 집단, 즉 넓은 의미의 부족에 의해 사용되었기 때문이다.
연구자들은 원시 인도유럽어의 첫 화자들이 살았던 장소로 매우 다양한 가설들을 제시했다. 이 가설들 중 현대 인도유럽어 연구 전문가들의 엄밀한 검토를 통과하여 현대 학술 논쟁에 포함될 만큼 충분히 잘 살아남은 것은 거의 없다.

### 폰토스-카스피 스텝 가설
쿠르간(또는 스텝) 가설은 오토 슈라더 (1883)와 비어 고든 차일드 (1926)에 의해 처음 제시되었고, 이후 마리야 김부타스에 의해 1956년부터 체계화되었다. 이 이름은 유라시아 스텝의 쿠르간 (고분)에서 유래했다. 이 가설은 폰토스-카스피 스텝 (현재 북동부 불가리아와 남동부 루마니아, 몰도바, 남부 및 동부 우크라이나, 남부 러시아의 북캅카스, 그리고 서부 카자흐스탄의 볼가 하류 지역을 포함하는 지역)의 가부장제, 부계 혈통, 그리고 유랑민 문화였던 인도유럽인들이 기원전 3천년기 동안 여러 차례의 이주 물결을 통해 이 지역으로 확장했으며, 이는 말 길들이기와 일치한다고 주장한다. 그들은 그들의 존재를 나타내는 고고학적 흔적 (참조: 매듭무늬토기 문화)을 남겼으며, 고유럽의 평화롭고 평등주의적이며 모계 혈통의 유럽 신석기 농민들을 정복했다고 주장된다. J. P. 맬러리가 이 이론을 수정한 형태는 이주 시기를 더 이른 시기 (기원전 3500년경)로 앞당기고, 그들의 폭력적이거나 준군사적 성격에 대한 강조를 줄였다. 이 수정된 이론은 원시 인도유럽인의 확산에 대한 가장 널리 받아들여지는 이론으로 남아 있다.

### 아르메니아 고원 가설
글로탈 이론을 기반으로 한 아르메니아 가설은 인도유럽조어가 기원전 제4천년기에 아르메니아 고원에서 사용되었다고 주장한다. 이 인도히타이트어 모델은 아나톨리아어파를 시나리오에 포함하지 않는다. 글로탈 이론에서 제안된 인도유럽조어의 음운론적 특이성은 아르메니아어와 게르만어파에서 가장 잘 보존되었을 것이며, 아르메니아어는 비록 후기 증명이지만 특히 고풍스러운 방언의 역할을 가정한다. 원시 그리스어는 사실상 미케네 그리스어와 동등하며 기원전 17세기로 거슬러 올라가며, 그리스인의 그리스 이주를 거의 같은 시기에 인도아리아인의 인도 이주와 밀접하게 연관시킨다(즉, 청동기 시대 말기로의 전환기의 인도유럽어 확장, 카시트인의 인도유럽어 가능성 포함). 아르메니아 가설은 (아나톨리아어파를 제외한) 원시 인도유럽어의 가능한 가장 늦은 시기를 주장하며, 주류 쿠르간 가설보다 무려 천 년이나 늦다. 이 점에서, 이는 각각 제안된 원향의 지리적 근접성에도 불구하고 아나톨리아 가설의 반대편에 서 있으며, 그곳에서 제안된 시간표와는 무려 삼천 년이나 차이가 난다.

### 아나톨리아 가설
1980년대부터 앤드루 콜린 렌프루가 특히 옹호한 아나톨리아 가설은 신석기 혁명으로 인한 농업의 진전(확산 물결)과 함께 기원전 7000년경부터 아나톨리아에서 유럽으로 인도유럽어족이 평화롭게 퍼져나갔다고 주장한다. 언어 재구를 통해 추론된 인도유럽인의 문화는 이 이론에 난점을 제기하는데, 초기 신석기 문화에는 말, 바퀴, 금속이 없었으며, 이 모든 용어는 원시 인도유럽어에 대해 확실하게 재구되었기 때문이다. 렌프루는 이러한 재구들이 모든 현대 로망스어에 "카페"라는 단어가 존재한다고 해서 고대 로마인들도 카페를 가졌다는 이론과 같다고 비유하며 이 주장을 일축한다.
스텝 원향의 옹호자들(예: 데이비드 앤서니)이 렌프루에 대해 제기한 또 다른 주장은 기원전 2천년기에 고대 아나톨리아가 비인도유럽어 사용 민족, 즉 하티인 (아마도 북캅카스어 사용), 칼리베스 (언어 미상), 후르리인 (후르리우라르투어족)에 의해 거주했었다는 사실을 지적한다.
2015년에 고대 DNA에 대한 여러 연구가 발표된 후, 앤드루 콜린 렌프루는 폰토스-카스피 스텝에서 북서유럽으로 하나 또는 여러 인도유럽어를 사용하는 인구의 이주가 중요하다고 인정하며, 고대 골격의 DNA 증거가 "마리야 김부타스의 쿠르간 가설을 완전히 되살렸다"고 언급했다.

## 유전학
고고유전학은 유전 분석을 통해 이주 패턴을 추적할 수 있게 했다.

### 쿠르간/스텝 가설

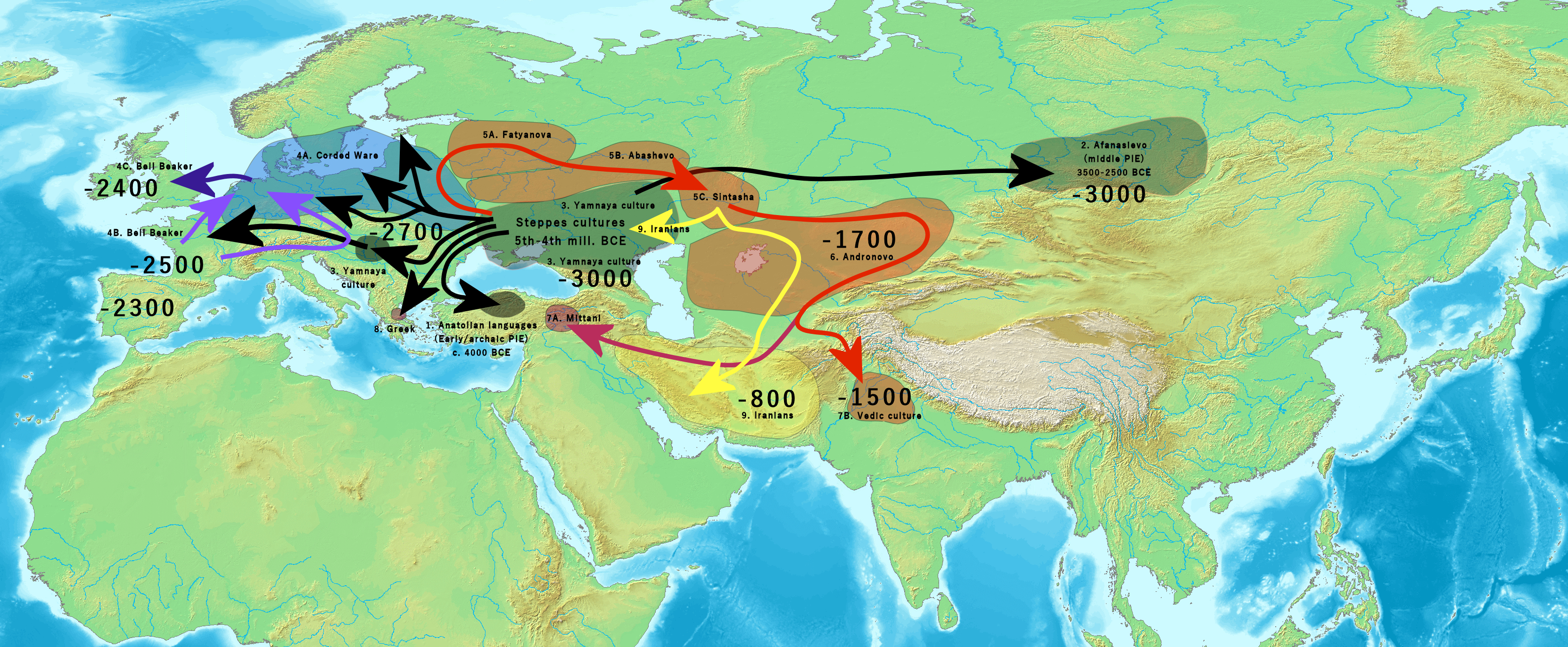
폰토스-카스피 스텝과 중앙아시아 전역에서 초기 인도유럽어 이주

쿠르간 가설, 또는 스텝 이론은 인도유럽어족이 유럽과 아시아의 일부 지역으로 확산된 인도유럽조어의 발상지를 식별하는 가장 널리 받아들여지는 제안이다. 이 가설은 흑해 북쪽 폰토스 스텝의 쿠르간 문화 사람들이 인도유럽조어 (PIE)의 화자였을 가능성이 가장 높다고 가정한다. 이 용어는 러시아어 kurgan (курга́н)에서 유래했으며, '고분' 또는 '매장 언덕'을 의미한다.

#### R1a 및 R1b
세 가지 상염색체 DNA 연구에 따르면, 현재 유럽에서 가장 흔한 하플로그룹인 R1b와 R1a(R1a는 남아시아에서도 매우 흔하다)는 인도유럽어와 함께 폰토스 스텝에서 확장되었을 것이다. 또한 이 연구들은 현대 유럽인에게서 발견되는 상염색체 구성 요소가 신석기 시대 유럽인에게는 없었으며, 이는 부계 혈통 R1b와 R1a뿐만 아니라 인도유럽어와 함께 유입되었을 것이라고 밝혔다. 아일랜드섬과 포르투갈의 고대 인골을 분석한 연구에 따르면 R1b는 이 지역에 폰토스 스텝 출신의 상염색체 DNA와 함께 유입되었다.

#### R1a 및 R1a1a
R1a1a (R-M17 또는 R-M198) 하위분기군은 인도유럽어 화자와 가장 흔하게 연관된다. 지금까지 수집된 데이터에 따르면 높은 빈도를 보이는 두 개의 광범위하게 분리된 지역이 있다.
- 하나는 폴란드, 우크라이나, 러시아 주변의 동유럽이며,
- 다른 하나는 인더스-갠지스 평원 주변의 남아시아로, 인도, 파키스탄, 방글라데시, 네팔의 일부 지역까지 확장된다.

이에 대한 역사적 및 선사적 가능성은 인구 유전학자와 유전 계보학자들 사이에서 현재 진행 중인 논의와 관심의 대상이며, 언어학자와 고고학자들에게도 잠재적인 관심사로 간주된다.
Underhill et al.의 2014년 대규모 연구는 유라시아 전역의 126개 이상의 인구 집단에서 16,244명의 개인을 대상으로 하여 R1a-M420이 이란 근방에서 기원했다는 강력한 증거가 있다고 결론지었다. 하플로그룹 R1a를 특징짓는 돌연변이는 약 10,000년 BP 전에 발생했다. 그 정의 돌연변이(M17)는 약 10,000년에서 14,000년 전에 발생했다. Pamjav et al. (2012)은 R1a가 유라시아 스텝 내부 또는 중동 및 캅카스 지역에서 기원하여 처음으로 다양화되었다고 믿는다.
Ornella Semino et al.은 홀로세 동안 흑해 북부에서 R1a1 하플로그룹이 빙하기 후에 확산되었고, 이는 이후 쿠르간 문화의 유럽 및 동방 확장으로 확대되었다고 제안한다.

#### 얌나야 문화
Jones et al. (2015)과 Haak 등. (2015)에 따르면, 상염색체 검사는 얌나야 사람들이 동유럽의 "동유럽 수렵채집인"(EHG)과 "캅카스 수렵채집인"(CHG) 간의 혼합의 결과임을 나타낸다.
이 두 인구는 각각 얌나야 DNA의 약 절반을 기여했다. 케임브리지 대학교의 안드레아 마니카 박사는 다음과 같이 말한다.
얌나야인들이 어디에서 왔는지에 대한 질문은 지금까지 수수께끼였습니다. [...] 이제 우리는 그 답을 찾았습니다. 그들의 유전적 구성은 동유럽 수렵채집인들과 마지막 빙하기 대부분을 명백히 고립된 상태에서 보낸 이 캅카스 수렵채집인들 집단의 혼합이라는 것을 발견했습니다.

Haak et al. (2015)이 샘플링한 모든 얌나야 개체는 Y-하플로그룹 R1b에 속했다.
이러한 발견들을 바탕으로 얌나야 문화의 사람들을 원시 인도유럽인과 동일시하면서, 데이비드 W. 앤서니 (2019)는 원시 인도유럽어가 주로 동유럽 수렵채집인이 사용하던 언어를 기반으로 형성되었고, 북캅카스 수렵채집인의 언어로부터 영향을 받았으며, 후기 신석기 시대 또는 청동기 시대에 남쪽의 마이코프 문화 언어(북캅카스어족에 속하는 것으로 추정됨)로부터의 가능한 후기 영향도 있었지만, 유전적 영향은 거의 없었을 것이라고 제안한다.

##### 동유럽 수렵채집인
Haak 등. (2015)에 따르면, 러시아에 거주했던 "동유럽 수렵채집인"은 약 24,000년 전의 시베리아 말타-부레트 문화 출신이거나 다른 밀접하게 관련된 고대 북유라시아(ANE) 사람들과 서유럽 수렵채집인 (WHG)에 대한 높은 친화력을 가진 독특한 수렵채집인 집단이었다. "동유럽 수렵채집인"의 유해는 러시아 카렐리야와 사마라주의 중석기 또는 초기 신석기 유적지에서 발견되었으며 분석되었다. 이들 중 남성 수렵채집인 3명의 DNA 결과가 발표되었다. 각자 다른 Y-DNA 하플로그룹인 R1a, R1b, J에 속하는 것으로 밝혀졌다. R1b는 또한 얌나야인과 현대 서유럽인 모두에게서 가장 흔한 Y-DNA 하플로그룹이다. R1a는 동유럽인과 인도 아대륙 북부에서 더 흔하다.

##### 근동 인구
근동 인구는 아마도 캅카스 출신의 수렵채집인(CHG)이거나 CHG 구성 요소가 주요한 이란 동기 시대 관련 사람들이었을 것이다.
Jones et al. (2015)은 후기 구석기 시대(13,300년 전)와 중석기 시대(9,700년 전) 조지아 서부, 캅카스 출신 남성들의 게놈을 분석했다. 이 두 남성은 Y-DNA 하플로그룹 J*와 J2a를 가지고 있었다. 연구원들은 이 캅카스 수렵채집인들이 얌나야의 농경민과 유사한 DNA의 원천이었을 가능성이 높다고 밝혔다. 왜냐하면 캅카스인들은 유럽에 농경을 도입한 중동인들과는 멀리 떨어진 친척 관계였기 때문이다. 그들의 게놈은 마지막 빙하기의 가장 추운 시기가 시작된 25,000년 전까지 캅카스인들과 중동인들의 지속적인 혼합이 일어났음을 보여주었다.
Lazaridis et al. (2016)에 따르면, "이란 동기 시대 사람들과 관련된 인구는 스텝 지역의 초기 청동기 시대 인구의 조상의 약 43%를 차지했다"; 그리고 이 이란 동기 시대 사람들은 "서부 이란, 레반트, 그리고 캅카스 수렵채집인의 신석기 시대 사람들의 혼합"이었다. 그들은 또한 농업이 근동의 두 곳, 즉 레반트와 이란에서 확산되었으며, 이란 사람들이 스텝과 남아시아로 퍼져나갔다고 언급한다.

#### 북유럽 및 중앙유럽

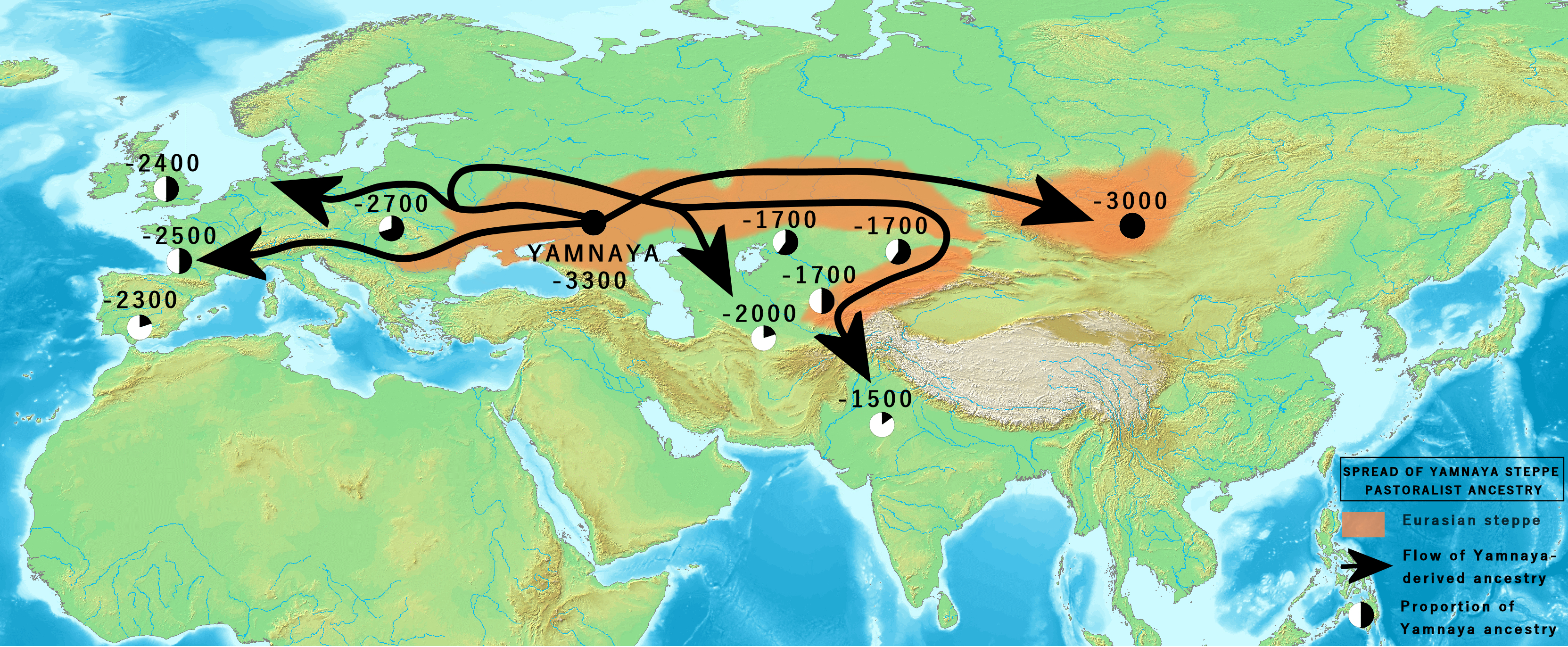
얌나야 서부 스텝 목축민 조상의 청동기 시대 확산

Haak 등. (2015)는 유럽과 러시아에서 발견된 3,000~8,000년 된 94개 골격의 DNA를 연구했다. 그들은 약 4,500년 전에 흑해 북쪽 폰토스-카스피 스텝에서 기원한 얌나야 문화 사람들이 유럽으로 대규모 유입되었으며, 동기 시대 유럽인들의 DNA가 얌나야인들의 DNA와 일치한다고 결론지었다.
 이 논문에 따르면 네 명의 매듭무늬토기 문화 사람들은 그들의 조상 중 4분의 3이 얌나야인들에게서 유래했다고 추적할 수 있었다. 이는 매듭무늬토기 문화가 시작된 약 4,500년 전, 얌나야 사람들이 스텝 고향에서 동유럽으로 대규모 이주했으며, 초기 형태의 인도유럽어를 가지고 왔을 가능성을 시사한다.

#### 청동기 시대 그리스인
2017년 네이처 저널에 발표된 미케네 및 미노스 유적에 대한 고고유전학 연구는 미케네 그리스인들이 미노스인과 유전적으로 밀접하게 관련되어 있지만, 미노스인과 달리 청동기 시대 스텝 인구로부터 13-18%의 유전적 기여를 받았다고 결론지었다.

### 아나톨리아 가설
루이지 루카 카발리-스포르차와 알베르토 피아차는 렌프루와 김부타스의 이론이 서로 모순되기보다는 오히려 보강한다고 주장한다. Cavalli-Sforza (2000)는 "유전적으로 볼 때, 쿠르간 스텝의 사람들은 적어도 부분적으로 튀르키예에서 그곳으로 이주한 중동 신석기 시대 사람들로부터 유래했음이 분명하다"고 언급한다. Piazza & Cavalli-Sforza (2006)는 다음과 같이 말한다.
만약 확장이 9,500년 전 아나톨리아에서, 그리고 6,000년 전 얌나야 문화 지역에서 시작되었다면, 아나톨리아에서 볼가-돈 지역으로 이주하는 데 3,500년의 기간이 걸렸을 것이다. 아마 발칸반도를 통해 이루어졌을 것이다. 그곳에서 새로운 매력적인 가능성을 제공하지만, 표준 농업에 불리한 환경의 자극을 받아 완전히 새로운, 주로 목축 문화가 발전했다. 따라서 우리의 가설은 인도유럽어가 신석기 농업민들이 아나톨리아에서 와서 그곳에 정착하고 목축 유목을 발전시킨 후, 얌나야 문화 지역으로부터의 2차 확산에서 유래했다는 것이다.

스펜서 웰스는 2001년 연구에서 R1a1 하플로타입의 기원, 분포, 연대가 고대 이주를 지시하며, 이는 기원전 3000년경 유라시아 스텝 전역으로 쿠르간 민족이 확장한 것과 일치할 수 있다고 제안한다.
그의 옛 스승 카발리-스포르차의 제안에 대해 Wells (2002)는 "이 모델을 반박할 만한 것은 없지만, 유전적 패턴이 명확한 지지를 제공하지도 않는다"고 말하며, 대신 김부타스 모델에 대한 증거가 훨씬 더 강력하다고 주장한다.
우리는 남부 러시아 스텝에서 기원한 인도유럽인의 이주에 대한 상당한 유전적 및 고고학적 증거를 보지만, 중동에서 유럽으로의 비슷한 대규모 인도유럽인의 이주에 대한 증거는 거의 없다. 한 가지 가능성은 훨씬 더 이른 시기(8,000년 전, 4,000년 전과 비교하여)의 이주였기 때문에, 인도유럽어를 사용하는 농민들이 운반한 유전적 신호가 단순히 수년에 걸쳐 분산되었을 수 있다는 것이다. 카발리-스포르차와 그의 동료들이 보여주었듯이 중동에서 온 이주에 대한 몇 가지 유전적 증거는 분명히 있지만, 그 신호는 우리가 인도유럽어를 사용하는 유럽 전역에 걸쳐 신석기 언어의 분포를 추적하기에는 충분히 강력하지 않다.

### 이란/아르메니아 가설
데이비드 라이히 (2018)는 고대 아나톨리아 일부 지역에 히타이트와 같은 일부 인도유럽어가 존재한다는 점을 지적하며, "인도유럽어를 처음 사용한 인구의 가장 유력한 위치는 캅카스 산맥 남쪽, 아마도 현재의 이란이나 아르메니아일 것이다. 왜냐하면 그곳에 살았던 사람들의 고대 DNA가 얌나야와 고대 아나톨리아인 모두에게서 기대할 수 있는 원천 인구와 일치하기 때문이다." 하지만 라이히는 "...히타이트인 자신들의 고대 DNA는 아직 발표되지 않았으므로 이 증거는 상황적인 것이다"라고도 언급한다. 크리스티안 크리스티안센은 2018년 5월 슈피겔과의 인터뷰에서 얌나야 문화가 캅카스에서 "원시-원시 인도유럽어"가 사용되었던 선행 문화를 가졌을 수 있다고 밝혔다.
최근 DNA 연구는 '원시 인도유럽인'의 캅카스 고향에 대한 새로운 제안으로 이어졌다. Kroonen et al. (2018)과 Damgaard et al. (2018)에 따르면, 고대 아나톨리아는 "대규모 스텝 인구의 침입 징후를 보이지 않는다." 그들은 또한 이것이 인도히타이트어 가설을 지지한다고 언급하는데, 이 가설에 따르면 원시 아나톨리아어와 원시 인도유럽어는 "늦어도 기원전 4천년기 이전"에 공통 모어로부터 분리되었다. Haak 등. (2015)는 얌나야가 현재의 아르메니아인과 유사한 근동 인구로부터 부분적으로 유래했기 때문에 "아르메니아 고원 가설이 타당성을 얻는다"고 말한다.
Wang et al. (2018)은 캅카스가 동기 시대와 청동기 시대 동안 스텝과 캅카스 남부 문화 사이의 유전자 흐름을 위한 통로 역할을 했으며, 이것이 "캅카스 남부의 인도유럽조어 발상지 가능성을 열어준다"고 언급한다. 그러나 Wang et al.은 가장 최근의 유전적 증거가 스텝을 통한 원시 인도유럽인의 확장을 지지한다고 언급하며, "그러나 남아시아의 최신 고대 DNA 결과는 인도유럽어의 '스텝 지대를 통한' 확산에 힘을 실어준다. 인도유럽어족의 일부 또는 모든 분파의 확산은 북캅카스와 폰토스 지역을 통해, 그리고 그곳에서 목축민 확산과 함께 유럽의 심장부로 가능했을 것이다. 이 시나리오는 유럽 인구에서 잘 입증되고 현재 널리 문서화된 '스텝 조상', 그리고 이러한 확산 이후 점점 더 부계 사회로의 변화(R1a/R1b로 예시됨)라는 가설에 의해 지지되며, 이는 종형 비커 현상에 대한 가장 최근 연구에서도 입증되었다."
데이비드 W. 앤서니는 2019년 분석에서 "남부" 또는 "아르메니아" 가설(라이히, 크리스티안센, 왕을 언급하며)을 비판한다. 그 이유 중 하나는 얌나야인이 청동기 시대 또는 후기 신석기 시대 캅카스로부터 유전적 영향을 받았다는 증거가 부족하며(대신 초기 동유럽 수렵채집인과 캅카스 수렵채집인의 혼합에서 유래함), 부계 혈통이 캅카스보다는 동유럽 스텝의 수렵채집인으로부터 유래한 것으로 보이며, 기원전 5천년경 캅카스에서 흔하고 상당했던 아나톨리아 농민 혼합이 얌나야인에게서는 부족하다는 점이다. 앤서니는 대신 캅카스 북쪽의 동유럽 스텝에서 이 두 집단(EHG와 CHG)의 혼합으로 원시 인도유럽인(얌나야인)이 유전적, 언어적으로 기원했다고 제안한다. 그는 원시 인도유럽어("고대" 또는 원시 인도유럽어)의 뿌리는 남쪽이 아니라 스텝에 있었으며, 인도유럽조어는 주로 동유럽 수렵채집인이 사용하던 언어를 기반으로 캅카스 수렵채집인의 언어로부터 일부 영향을 받아 형성되었다고 제안한다.

## 같이 보기
- 고고유전학
- 인도아리아인의 인도 이주
- 비교언어학
- 역사언어학
- 구석기 시대 연속성 이론
- 고유럽
- 인도유럽조어
- 원시 인도유럽 신화
- 인도유럽조어 명사
- 그라베트 문화
- 신타시타 문화

### 설명주
1. ↑  Watkins: "Yet, for the Indo-European-speaking society, we can reconstruct with certainty the word for “god,” *deiw-os, and the two-word name of the chief deity of the pantheon, *dyeu-pəter- (Latin Iūpiter, Greek Zeus patēr, Sanskrit Dyauṣ pitar, and Luvian Tatis Tiwaz)."[5]
2. ↑  Watkins: "A large number of kinship terms have been reconstructed. They are agreed in pointing to a society that was patriarchal, patrilocal (the bride leaving her household to join that of her husband’s family), and patrilineal (descent reckoned by the male line). “Father” and “head of the household” are one: pǝter-, with his spouse, the māter-."[5]
3. ↑  See:
  - Mallory: "The Kurgan solution is attractive and has been accepted by many archaeologists and linguists, in part or total. It is the solution one encounters in the Encyclopædia Britannica and the Grand Dictionnaire Encyclopédique Larousse."[24]
  - Strazny: "The single most popular proposal is the Pontic steppes (see the Kurgan hypothesis)..."[25]
4. ↑  See also:
* eurogenes.blogspot, The genetic structure of the world's first farmers (Lazaridis et al. preprint) 
* anthrogenica.com, Lazaridis et al: The genetic structure of the world's first farmers (pre-print)

### 참조주
1. ↑  Anthony, David W. (2010년 7월 26일). 《The horse, the wheel, and language: how Bronze-Age riders from the Eurasian steppes shaped the modern world》. Princeton, N.J. ISBN 9781400831104. OCLC 496275617.
2. ↑  Mallory, J. P.; Adams, Douglas Q. (1997). 《Encyclopedia of Indo-European culture》. Taylor & Francis. 4 and 6 (Afanasevo), 13 and 16 (Anatolia), 243 (Greece), 127–128 (Corded Ware), and 653 (Yamna)쪽. ISBN 978-1-884964-98-5. 2012년 3월 24일에 확인함.
3. ↑  West, Martin L. (2007). 《Indo-European Poetry and Myth》. Oxford University Press. 2쪽. ISBN 978-0-19-928075-9.
4. ↑  Huld, Martin E. (2010), 〈Indo-Europeans〉, 《The Oxford Encyclopedia of Ancient Greece and Rome》, Oxford University Press, doi:10.1093/acref/9780195170726.001.0001, ISBN 978-0-19-517072-6
5. 1 2 3 4 5  Watkins 2000.
6. 1 2  The Oxford Companion to Archaeology – Edited by Brian M. Fagan, Oxford University Press, 1996, ISBN 0-19-507618-4, p 347 – J.P. Mallory
7. ↑  Hans J.J.G. Holm: The Earliest Wheel Finds, Their Archeology and Indo-European Terminology in Time and Space, and Early Migrations around the Caucasus. Archaeolingua Alapítvány, Budapest, 2019, ISBN 978-615-5766-30-5
8. ↑  The Oxford introduction to Proto-Indo-European and the Proto-Indo-European world – J. P. Mallory, Douglas Q. Adams, Oxford University Press, 2006, ISBN 0-19-929668-5, p. 249
9. ↑  Barfield, Owen (1967). 《History in English Words》. SteinerBooks. 89쪽. ISBN 9780940262119.
10. ↑  Watkins, Calvert (1995년 11월 16일). 《How to Kill a Dragon: Aspects of Indo-European Poetics》. Oxford University Press. 173쪽. ISBN 978-0-19-802471-2.
11. ↑  Beekes, Robert S. P. (2011). 《Comparative Indo-European Linguistics: An Introduction》. John Benjamins Publishing. 42쪽. ISBN 978-90-272-1185-9.
12. ↑  da Silva, Sara Graça; Tehrani, Jamshid J. (2016). 《Comparative phylogenetic analyses uncover the ancient roots of Indo-European folktales》. 《Royal Society Open Science》 3. 150645쪽. Bibcode:2016RSOS....350645D. doi:10.1098/rsos.150645. PMC 4736946. PMID 26909191.
13. ↑  Gilroy, Paul. "Against Race," Harvard UP, 2000. Mish, Frederic C., Editor in Chief Webster's Tenth New Collegiate Dictionary Springfield, Massachusetts, U.S.A.:1994--Merriam-Webster See original definition (definition #1) of "Aryan" in English—Page 66
14. ↑  Underhill, Peter A.;  외. (2010). 《Separating the post-Glacial coancestry of European and Asian Y chromosomes within haplogroup R1a》. 《European Journal of Human Genetics》 18. 479–84쪽. doi:10.1038/ejhg.2009.194. PMC 2987245. PMID 19888303.
15. ↑  Sahoo, Sanghamitra;  외. (January 2006). 《A prehistory of Indian Y chromosomes: Evaluating demic diffusion scenarios》. 《Proceedings of the National Academy of Sciences of the United States of America》 103. 843–48쪽. Bibcode:2006PNAS..103..843S. doi:10.1073/pnas.0507714103. PMC 1347984. PMID 16415161.
16. 1 2  Anthony & Ringe 2015.
17. ↑  Thapar 1996.
18. ↑  Thapar 2019.
19. ↑  Pereltsvaig, Asya; Lewis, Martin W. (2015). 〈1〉. 《The Indo-European Controversy: Facts and Fallacies in Historical Linguistics》. Cambridge University Press. ISBN 9781316299111.
20. ↑  Aikio, Ante (2012). 《An essay on Saami ethnolinguistic prehistory》 (PDF). 《Mémoires de la Société Finno-Ougrienne》 (Helsinki, Finland: Finno-Ugrian Society). 93f., 98쪽. 2017년 7월 31일에 확인함.
21. ↑  Mallory 1991.
22. ↑  Renfrew, Colin (1990). 《Archaeology and Language: The Puzzle of Indo-European Origins》. Cambridge University Press. 37–38쪽. ISBN 978-0-521-38675-3.
23. ↑  Jones-Bley, Karlene (2008). 《Proceedings of the Eighteenth Annual Indo-European Conference, Los Angeles, November 3–4, 2006》. 《Historiographia Linguistica》 35. 465–467쪽. doi:10.1075/hl.35.3.15koe. ISSN 0302-5160.
24. ↑  Mallory 1989, 185쪽.
25. ↑  Strazny 2000, 163쪽.
26. ↑  T. V. Gamkrelidze and V. V. Ivanov (March 1990) "The Early History of Indo-European Languages", Scientific American.
27. ↑  I.M. Diakonoff (1984) The Prehistory of the Armenian People.
28. ↑  Renfrew, Colin (2017) "Marija Redivia : DNA and Indo-European origins" (The Oriental Institute lecture series : Marija Gimbutas memorial lecture, Chicago. November 8, 2017, see timestamp 11:14).
29. ↑  Pellard, Thomas; Sagart, Laurent; Jacques, Guillaume (2018). 《L'indo-européen n'est pas un mythe》. 《Bulletin de la Société de Linguistique de Paris》 113. 79–102쪽. doi:10.2143/BSL.113.1.3285465. S2CID 171874630.
30. ↑  〈Kurgan〉. 《Merriam-Webster Dictionary》. 2025년 3월 27일에 확인함.
31. 1 2 3 4 5 6  Haak 등. 2015.
32. 1 2  Allentoft, Morten E.;  외. (2015). 《Population genomics of Bronze Age Eurasia》. 《Nature》 522. 167–172쪽. Bibcode:2015Natur.522..167A. doi:10.1038/nature14507. PMID 26062507. S2CID 4399103.
33. 1 2 3  Mathieson, Iain;  외. (2015년 3월 14일). 《Eight thousand years of natural selection in Europe》. 《bioRxiv》. 016477쪽. doi:10.1101/016477. S2CID 7866359.
34. ↑  Lara M. Cassidy;  외. (2016). 《Neolithic and Bronze Age migration to Ireland and establishment of the insular Atlantic genome》 (PDF). 《PNAS》 113. 368–373쪽. Bibcode:2016PNAS..113..368C. doi:10.1073/pnas.1518445113. PMC 4720318. PMID 26712024.
35. ↑  Rui Martiniano;  외. (2017). 《The population genomics of archaeological transition in west Iberia: Investigation of ancient substructure using imputation and haplotype-based methods》. 《PLOS Genet》 13. e1006852쪽. doi:10.1371/journal.pgen.1006852. PMC 5531429. PMID 28749934.
36. 1 2  Underhill, Peter A.;  외. (2015). 《The phylogenetic and geographic structure of Y-chromosome haplogroup R1a》. 《European Journal of Human Genetics》 23. 124–131쪽. doi:10.1038/ejhg.2014.50. PMC 4266736. PMID 24667786.
37. ↑  Pamjav 2012.
38. ↑  Semino, O. (2000). 《The Genetic Legacy of Paleolithic Homo sapiens sapiens in Extant Europeans: A Y Chromosome Perspective》 (PDF). 《Science》 290. 1155–1159쪽. Bibcode:2000Sci...290.1155S. doi:10.1126/science.290.5494.1155. PMID 11073453. 2003년 11월 25일에 원본 문서 (PDF)에서 보존된 문서. 2003년 11월 25일에 확인함.
39. 1 2  Jones 2015.
40. 1 2  Anthony, D.W. (Spring–Summer 2019). 《Archaeology, Genetics, and Language in the Steppes: A Comment on Bomhard》. 《Journal of Indo-European Studies》 47. 1–23쪽.
41. 1 2 3  Lazaridis 2016, 8쪽.
42. ↑  Lazaridis 2016.
43. ↑  Balter, M. (2015). 《Indo-European languages tied to herders》. 《Science》 347. 814–815쪽. Bibcode:2015Sci...347..814B. doi:10.1126/science.347.6224.814. PMID 25700495.
44. ↑  Callaway, E. (2015). 《European languages linked to migration from the east》. 《Nature》. doi:10.1038/nature.2015.16919. S2CID 184180681.
45. ↑  Lazaridis, Iosif;  외. (2017). 《Genetic origins of the Minoans and Mycenaeans》. 《Nature》 548. 214–218쪽. Bibcode:2017Natur.548..214L. doi:10.1038/nature23310. PMC 5565772. PMID 28783727.
46. ↑  Ann Gibbons (2017년 8월 2일). “The Greeks really do have near-mythical origins, ancient DNA reveals”. 《Science Magazine》.
47. ↑  Megan Gannon (2017년 8월 3일). “More than Myth: Ancient DNA Reveals Roots of 1st Greek Civilizations”. 《Live Science》.
48. ↑  Wells 2002.
49. ↑  Reich 2018, 120쪽.
50. 1 2  Grolle 2018, 108쪽.
51. ↑  Reich 2018, 177쪽.
52. ↑  Damgaard 2018.
53. ↑  Wang 2018.
54. ↑  Kroonen, Barjamovic & Peyrot 2018, 7쪽.
55. ↑  Kroonen, Barjamovic & Peyrot 2018, 9쪽.
56. ↑  Wang 2018, 15쪽.
57. ↑  Anthony, David (2020), 〈Ancient DNA, Mating Networks, and the Anatolian Split〉,   Serangeli, Matilde; Olander, Thomas, 《Dispersals and Diversification: Linguistic and Archaeological Perspectives on the Early Stages of Indo-European》, BRILL, 31–42쪽, ISBN 9789004416192

## 참고 문헌
인쇄 자료
- Anthony, David W.; Ringe, Don (January 2015). 《The Indo-European Homeland from Linguistic and Archaeological Perspectives》. 《Annual Review of Linguistics》 1. 199–219쪽. doi:10.1146/annurev-linguist-030514-124812. ISSN 2333-9683.
- Cavalli-Sforza, Luigi (2000). 《Genes, Peoples, and Languages》. 《Proceedings of the National Academy of Sciences of the United States of America》 94. 7719–7724쪽. Bibcode:1997PNAS...94.7719C. doi:10.1073/pnas.94.15.7719. ISBN 9780140296020. PMC 33682. PMID 9223254.
- Haak, Wolfgang; Lazaridis, Iosif; Patterson, Nick; Rohland, Nadin; Mallick, Swapan; Llamas, Bastien; Brandt, Guido; Nordenfelt, Susanne; Harney, Eadaoin; Stewardson, Kristin; Fu, Qiaomei; Mittnik, Alissa; Bánffy, Eszter; Economou, Christos; Francken, Michael; Friederich, Susanne; Pena, Rafael Garrido; Hallgren, Fredrik; Khartanovich, Valery; Khokhlov, Aleksandr; Kunst, Michael; Kuznetsov, Pavel; Meller, Harald; Mochalov, Oleg; Moiseyev, Vayacheslav; Nicklisch, Nicole; Pichler, Sandra L.; Risch, Roberto; Rojo Guerra, Manuel A.; Roth, Christina (2015). 《Massive migration from the steppe was a source for Indo-European languages in Europe》. 《Nature》 522. 207–211쪽. arXiv:1502.02783. Bibcode:2015Natur.522..207H. bioRxiv 10.1101/013433 |biorxiv= 값 확인 필요 (도움말). doi:10.1038/nature14317. PMC 5048219. PMID 25731166.
- Jones, Eppie R. (2015). 《Upper Palaeolithic genomes reveal deep roots of modern Eurasians》. 《네이처 커뮤니케이션즈》 6. 8912쪽. Bibcode:2015NatCo...6.8912J. doi:10.1038/ncomms9912. PMC 4660371. PMID 26567969.
- Lazaridis, Iosif (2016), 《The genetic structure of the world's first farmers》, bioRxiv 10.1101/059311 |biorxiv= 값 확인 필요 (도움말)
- Mallory, J. P. (1989). 《In Search of the Indo-Europeans: Language, Archaeology, and Myth》. London: 템스 & 허드슨. ISBN 978-0-500-27616-7.
- Mallory, J. P. (1991). 《In Search of the Indo-Europeans: Language, Archaeology, and Myth》. London: Thames & Hudson.
- Piazza, Alberto; Cavalli-Sforza, Luigi (2006년 4월 15일). 〈Diffusion of Genes and Languages in Human Evolution〉.   Cangelosi, Angelo; Smith, Andrew D. M.; Smith, Kenny. 《The Evolution of Language: Proceedings of the 6th International Conference on the Evolution of Language (EVOLANG6)》. Rome: World Scientific. 255–266쪽. 2007년 9월 10일에 원본 문서에서 보존된 문서. 2007년 8월 8일에 확인함.
- Pamjav (December 2012), “Brief communication: New Y-chromosome binary markers improve phylogenetic resolution within haplogroup R1a1”, 《American Journal of Physical Anthropology》 149 (4): 611–615, doi:10.1002/ajpa.22167, PMID 23115110
- Reich, David (2018). 《Who We Are and How We Got Here: Ancient DNA and the New Science of the Human Past》. Knopf Doubleday Publishing Group.
- Strazny, Philipp (Ed). (2000), 《Dictionary of Historical and Comparative Linguistics》 1판, Routledge, ISBN 978-1-57958-218-0
- Thapar, Romila (1996), “The Theory of Aryan Race and India: History and Politics”, 《Social Scientist》 24 (1/3): 3–29, doi:10.2307/3520116, JSTOR 3520116
- Thapar, Romila (2019), 〈Multiple Theories about the 'Aryan'〉, 《Which of Us Are Aryans?》, ALEPH
- Watkins, Calvert (2000), 〈Indo-European and the Indo-Europeans〉, 《The American Heritage Dictionary of the English Language》 4판, Houghton Mifflin Company, 2009년 3월 1일에 원본 문서에서 보존된 문서
- Wells, Spencer (2002). 《The Journey of Man: A Genetic Odyssey》. Princeton University Press. ISBN 9780691115320.

웹 자료
1. 1 2 3 4 5 6  “Europe's fourth ancestral 'tribe' uncovered”. 《BBC News》. 2015년 11월 16일.

## 더 읽어보기
- Anthony, David W. (2007). 《The Horse, the Wheel, and Language: How Bronze-Age Riders from the Eurasian Steppes Shaped the Modern World》. Princeton University Press. ISBN 978-0-691-05887-0.
- Kozintsev, Alexander. "Proto-Indo-Europeans: The prologue." Journal of Indo-European Studies 47.3-4 (2019): 1-88.
- Atkinson, Q. D.; Nicholls, G.; Welch, D.; Gray, R. D. (2005). 《From Words to Dates: Water into wine, mathemagic or phylogenetic inference?》. 《Transactions of the Philological Society》 103. 193–219쪽. doi:10.1111/j.1467-968X.2005.00151.x.
- Gray, Russell D.; Atkinson, Quentin D. (2003). 《Language-tree divergence times support the Anatolian theory of Indo-European origin》 (PDF). 《Nature》 426. 435–439쪽. Bibcode:2003Natur.426..435G. doi:10.1038/nature02029. PMID 14647380. S2CID 42340. 2017년 8월 30일에 원본 문서 (PDF)에서 보존된 문서. 2020년 5월 12일에 확인함.
- Heyd, Volker (2017). 《Kossinna's smile》. 《Antiquity》 91. 348–359쪽. doi:10.15184/aqy.2017.21. hdl:10138/255652. ISSN 0003-598X. S2CID 164376362.
- Holm, Hans J. (2007). "The new Arboretum of Indo-European 'Trees'. Can new Algorithms Reveal the Phylogeny and even Prehistory of IE?" Journal of Quantitative Linguistics 14–2:167–214.
- Lazaridis, Iosif (2014). 《Ancient human genomes suggest three ancestral populations for present-day Europeans》. 《네이처》 513. 409–413쪽. arXiv:1312.6639. Bibcode:2014Natur.513..409L. doi:10.1038/nature13673. hdl:11336/30563. PMC 4170574. PMID 25230663.
- Renfrew, Colin (1987). Archaeology & Language. The Puzzle of the Indo-European Origins. London: Jonathan Cape. ISBN 0-224-02495-7
- Sykes, Brian. (2001) 이브의 일곱 딸. London: Corgi Books.
- Watkins, Calvert. (1995) 용을 죽이는 법: 인도유럽 시학의 측면들. New York: Oxford University Press.
- “Early contacts between Indo-European and Uralic speakers (4000 BC – 1000AD)” (PDF). 헬싱키 대학교, Suomenlinna, 핀란드.